# 福岡県立久留米体育館
福岡県立久留米体育館（ふくおかけんりつくるめたいいくかん）は、福岡県久留米市の久留米総合スポーツセンター内にあった屋内スポーツ施設である。正式名称は福岡県立久留米総合スポーツセンター体育館。久留米県立体育館とも呼ばれる。

## 概要
1974年竣工。
2009年4月1日から2012年3月31日まで指定管理者として財団法人福岡県スポーツ振興公社が管理運営に当たっていたが、4月1日よりセイカスポーツセンター・鹿島建物（鹿島建設の子会社）共同事業体に変更された。
老朽化に伴い、同敷地内に久留米アリーナを建設するために2015年に解体された。

## 施設
- 面積 4,536m2
- 固定観覧席 1,384席
- 競技場面積
  - バレーボール3面、バスケットボール2面、バドミントン10面、卓球30台、体操、剣道、柔道、ハンドボール

## 主な大会・イベント
- 1990年の第45回国民体育大会ではバレーボール競技（成人男女1部6人制種目）の会場として使用された[4]。
- ライジング福岡のホームゲームに使用されたことがある。
- Vリーグの試合にも使用される。
- 久留米櫛間ボクシングジムが近隣にあるためプロボクシング興行にも使用される。
- かつてはプロレス興行にも使用されており、特に新日本プロレスは社長も務めた坂口征二（現・相談役）の出身地という事もあり毎年大会が開かれ、坂口の引退試合も行われた。

## 交通アクセス
- 西鉄櫛原駅より徒歩7分。